# Tangaroa

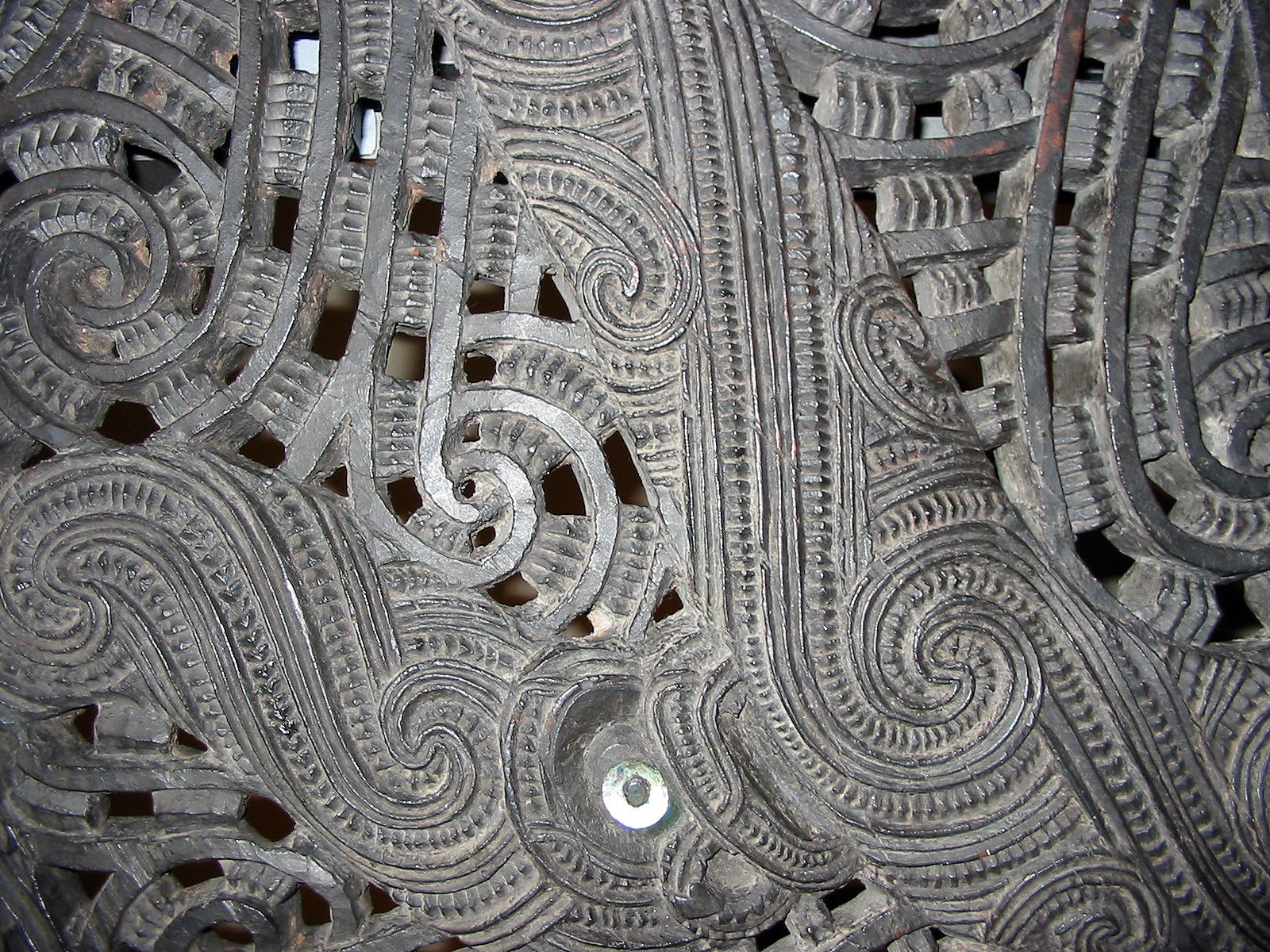
Schnitzkunst auf einem Kriegskanu

In der Mythologie der Māori ist Tangaroa der Meeresgott. Er ist direkter Sohn des göttlichen Elternpaars Rangi und Papa, Himmelsvater und Mutter Erde.

## Vereinigung und Trennung
Die Kinder von Rangi und Papa lebten in Dunkelheit auf engem Raum zwischen Himmel und Erde, weil ihre Eltern, Himmel und Erde, in ewiger Liebe eng umschlungen waren.
Tūmatauenga, der grimmigste der Kinder, schlägt vor, die beste Lösung aus dieser misslichen Lage wäre, die Eltern zu töten. Aber sein Bruder Tāne ist nicht einverstanden und schlägt stattdessen vor, die Eltern auseinanderzuschieben, und Rangi wäre dann im Himmel, während Papa auf der Erde leben würde, um die Kinder weiter zu ernähren.
Letztlich setzen einige den Plan um: Rongo, der Gott der (landwirtschaftlichen) Nahrung versucht, seine Eltern auseinanderzuschieben, dann schließen sich Tangaroa und Haumia-tiketike, der Gott der (wildwachsenden) Nahrung an. Trotz ihrer Bemühungen bleiben Rangi und Papa in innig-liebender Umarmung verbunden. Nach vielen vergeblichen Versuchen gelingt es schließlich Tāne, dem Gott der Wälder und Vögel; im Gegensatz zu seinen Brüdern benutzt er nicht die Hände, sondern legt sich auf den Boden und schiebt mit den Beinen. Unter entsetztem und überraschtem Aufschrei werden Rangi und Papa getrennt.

## Streit mit seinen Brüdern
Tāwhirimātea, Gott der Winde und Stürme, ist zornig, dass seine Eltern getrennt wurden. Er schließt sich seinem Vater im Himmel an und bestraft die Erde und das Meer mit gewaltigen Stürmen. Er attackiert auch die Meere, und Tangaroa flüchtet. Zwei der Nachfahren Tangaroas, Ikatere, Vater der Fische und Tu-te-wehiwehi (oder Tu-te-wanawana), Vorfahr der Reptilien, fürchten sich vor Tawhirimateas Zorn. Die Fische flüchten ins Meer und die Reptilien in die Wälder Tānes. Tangaroa und Tāne geraten in Streit hierüber, und deshalb versorgt Tāne die Nachfahren von Tūmatauenga mit Kanus, Fischhaken und Netzen, um Fische, die Nachfahren Tangaroas, zu fangen. Tangaroa wiederum wirft Kanus um und schickt Flutwellen, spült Häuser und Bäume fort.

## Bedeutung
Die Auseinandersetzung zwischen dem Meeresgott Tangaroa und Tāne, dem Vater der Vögel, Bäume und Menschen hat Einfluss auf die Vorstellung der Māori, die das Meer und das Land als gegensätzliche Gebiete ansehen. Wer aufs Meer hinausfährt zum Fischen, ist ein Repräsentant von Tāne, der feindliches Gebiet betritt. Aus diesem Grunde war es stets wichtig, Tangaroa zuvor Angebote zu machen, also Opfer zu bringen.
Auf der Südinsel Neuseelands, kann der Name dialektbedingt Takaroa lauten.